# Omar Derouich
Omar Derouich (1960 à Goulmima au sud-est du Maroc - ) est un poète marocain.

## Biographie
Il vit à Goulmima.
Il a publié Anfara et Taskiwin, deux recueils de poèmes amazighes en Catalogne.
En 2010, avec Lhoussain Azergui et Muhand Amezyan, il a aussi publié aux Éditions Berbères à Paris Is nsul nedder? (Sommes nous toujours en vie ?), un livre réunissant trois pièces de théâtre en langue amazighe.

## Source
- Cet article est partiellement ou en totalité issu de l'article intitulé « Is nsul nedder? » (voir la liste des auteurs).